# دشت آب
دشت آب، روستایی از توابع مرکزی شهرستان باخرز در استان خراسان رضوی ایران است.

## جمعیت
این روستا در دهستان مالین قرار دارد و براساس سرشماری مرکز آمار ایران در سال ۱۳۸۵، جمعیت آن ۱۸۳ نفر (۴۴خانوار) بوده‌است.